# Robert Graetz
Robert S. Graetz (Clarksburg, 16 de mayo de 1928-Montgomery, 20 de septiembre de 2020) fue un clérigo luterano, que como pastor blanco de una congregación negra en Montgomery, Alabama, apoyó abiertamente el boicot de autobuses de Montgomery, un evento histórico del movimiento de derechos civiles. 

## Primeros años
Graetz, de ascendencia alemana, nació en Clarksburg, Virginia Occidental, y se educó en Columbus, Ohio. Se graduó de la Capital University en Bexley, Ohio en 1950, y recibió una licenciatura en ciencias en 1955 del Evangelical Lutheran Theological Seminary en Columbus, Ohio.

## Papel en el movimiento de derechos civiles
El primer trabajo de tiempo completo de Graetz como pastor fue para una congregación negra, Trinity Lutheran Church, en Montgomery. Comenzó a trabajar allí en 1955, el año del boicot de autobuses de Montgomery. Amigo personal de Rosa Parks, Graetz se convirtió en secretario de la Asociación de Mejoras de Montgomery. La organización fundada para organizar y apoyar el boicot. El apoyo de Graetz al movimiento incluyó aparecer en reuniones dirigidas por Martin Luther King Jr.
Por su apoyo al boicot, Graetz y su familia fueron condenados al ostracismo por otros blancos y sufrieron varios episodios de hostigamiento, incluidos cortes de neumáticos, arresto y atentados con bombas. Se colocaron bombas en su casa en tres ocasiones; el más grande no explotó. 
Graetz escribió 2 libros que contienen relatos en primera persona de sus experiencias, así como fotografías de Graetz con Luther King y otros. 

## Vida privada
Se casó con Jean Ellis (conocida como Jeannie) el 10 de junio de 1951 en East Springfield, Pensilvania. Tuvieron siete hijos juntos.
En 2008, los Graetz regresaron a Montgomery, Alabama, donde participaron activamente en diversas actividades cívicas, incluido el grupo de diversidad One Montgomery y la Liga de Mujeres Votantes. Cada año organizaron el Simposio anual de Graetz en el Centro Nacional para el Estudio de los Derechos Civiles y la Cultura Afroamericana de la Universidad Estatal de Alabama. 
Graetz, padeció de la enfermedad de Parkinson, falleció en su casa en Montgomery el 20 de septiembre de 2020.

## Carrera

### Puestos
- Community Lutheran, Los Ángeles, Cal. (1952–54), como pasante (pastor estudiante)
- Trinity Lutheran, Montgomery, Alabama (1955–58)
- St. Philip Lutheran, Columbus, Ohio (1958–67) - posteriormente nombrado Pastor Emérito
- Lutheran Mission 373, Washington D. C. (1967–70), un ministerio comunitario experimental
- St. James Lutheran, Washington D. C. (1970), pastor interino
- Consejo de Iglesias de Ohio, Columbus, Ohio (1970–83)
- Cristo Rey Luterano, Columbus, Ohio (1974)
- St. John Lutheran, Logan, Ohio (1983–95), ministerio a tiempo parcial
- Jubilado, 31 de octubre de 1995 - nombrado Pastor Emérito
- St. Matthew Lutheran, Sugar Grove, Ohio (1997–1998), pastor interino
- St. John Lutheran Church, Logan, Ohio (1998), pastor interino
- Iglesia Luterana St. Paul, Pomeroy, Ohio, e Iglesia Luterana St. John, Racine, Ohio, pastor interino (2001-2002)
- Faith Lutheran Church, Jackson, Ohio, pastor interino (2002-2003)

#### Premios
- Premio Russwurm, Asociación Nacional de Editores de Periódicos Negros, 1957
- Premio Humanitario Selma, de los productores y elenco del musical "Selma", sobre la vida y obra de Martin Luther King Jr., 1976
- Exalumno distinguido, Trinity Lutheran Seminary, 1986
- Doctor en Humanidades, Capital University, 1990
- Premio Humanitario de Ohio, 1993, junto con la celebración del Día de Martin Luther King
- (Ohio) Premio Humanitario del Gobernador, 1997, junto con la celebración del Día de Martin Luther King

#### Libros y publicaciones
- Una guía congregacional de relaciones humanas, 1964
- "Una iglesia informada sirve a una sociedad diversa", capítulo de La Iglesia en una sociedad diversa, ed. LW Halvorson, Augsburgo, 1964
- Columnista mensual de Columbus, Ohio, Diocese Catholic Times (1973–87)
- Montgomery - a White Preacher's Memoir, Chicago: Augsburg Fortress, 1991 (reeditado como A White Preacher's Memoir: The Montgomery Bus Boycott. Black Belt Press, septiembre de 1999. ISBN 1-57966-015-0
- Mensaje de un predicador blanco sobre la raza y la reconciliación: basado en sus experiencias a partir del boicot de autobuses de Montgomery. Montgomery: New South Books, 2006. ISBN 1-58838-190-0